# Europæisk etnologi
 Der er for få eller ingen kildehenvisninger i denne artikel, hvilket er et problem. Du kan hjælpe ved at angive troværdige kilder til de påstande, som fremføres i artiklen.

Europæisk etnologi, i udlandet kendt som kulturantropologi, er studierne om kulturer, livsstil, befolkningsgrupper samt analyse af fortiden, nutiden og fremtiden baseret på etnografiske analyser af hverdagspraksis og kulturer på internationale, nationale og regionale niveauer. Europæisk etnologi er nært beslægtet med antropologien men har en anden faghistorie. Europæisk etnologi kan i Danmark læses på Københavns Universitet, hvor uddannelsen består af dels en bacheloruddannelse, dels en kandidatuddannelse. Færdiguddannede finder typisk arbejde inden for det private erhvervsliv, for eksempel som rådgiver, konsulent eller analytiker, i offentlige myndigheder med planlægning og eksekvering af projekter, hvor borgerne er i centrum, i ledelsen af museer samt i kulturjournalistik, kulturanalyse og generel kulturformidling til befolkningen. I selve etnologien finder man antropologien, historien, sociologien, psykologien, filosofie samt samfundsteorien, for således at opnå et komplekst, men tidssvarende samspil, der kan sikre en betydelig indsigt i et samfunds normer, værdier og kulturer. Man benytter sig således af metode og teori fra flere humanistiske og samfundsvidenskabelige områder.
Kandidater kan vælge at specialisere sig i for eksempel forbrugeradfærd, livstilsanalyse, trendforskning, innovation, kønsforskning, klima, men også historisk, for eksempel museologi, folkloristik og kulturhistorisk formidling. Desuden kan bachelorer vælge at fortsætte på en anden naturlig progression, en MSc i Applied Cultural Analysis, der fungerer med et erhvervsøkonomisk og praktisk anvendeligt formål, særligt målrettet mod det private erhvervsliv.